# セーラム (軽巡洋艦)
|          |                                                    |
| 艦歴     |                                                    |
| 発注:    |                                                    |
| 起工:    | 1905年8月28日                                      |
| 進水:    | 1907年7月27日                                      |
| 就役:    | 1908年8月1日                                       |
| 退役:    | 1921年8月16日                                      |
| その後:  | スクラップとして廃棄                               |
| 除籍:    | 1929年11月13日                                     |
| 性能諸元 |                                                    |
| 排水量:  | 3,750 トン                                         |
| 全長:    | 423.1 ft                                           |
| 全幅:    | 47.1 ft                                            |
| 吃水:    | 16.8 ft                                            |
| 機関:    | カーチス式タービン                                 |
| 最大速:  | 26ノット                                           |
| 乗員:    | 士官、兵員359名                                    |
| 兵装:    | 5インチ砲2門、3インチ砲6門、 21インチ魚雷発射管2門 |

セーラム (USS Salem, CL-3) は、アメリカ海軍の軽巡洋艦。チェスター級軽巡洋艦の3番艦。艦名はマサチューセッツ州セーラムに因む。

## 艦歴
セーラムは1905年8月28日にマサチューセッツ州クインシーのフォアリバー造船所で起工した。1907年7月27日にローナ・ピノック夫人によって命名、進水し、1908年8月1日に艦長ヘンリー・B・ウィルソン中佐の指揮下就役した。
海軍初の蒸気タービンを機関とした艦の内の1隻として、セーラムは1908年10月17日にボストンを出航し、大西洋岸沿いに拡張公試を行った。1909年6月に偵察巡洋艦戦隊で姉妹艦のバーミングハム (USS Birmingham, CL-2)、チェスター (USS Chester, CL-1) と合流し、セーラムは大西洋を巡航、マデイラ諸島のフンシャルを訪問した。1910年に大西洋艦隊第5戦隊へ配属されたセーラムは、1911年8月にハイチ海域に短期間展開、その後9月11日にニューヨーク海軍工廠に帰還した。1912年4月20日にボストン海軍工廠で予備役となり、ウォバシュ (USS Wabash) と交代して新兵収容艦任務に就き、1912年10月7日までその任務に従事した。その後大西洋艦隊予備役部隊に再配属されたセーラムは、続いてジブラルタルへ巡航を行い、1913年3月後半に帰国した。3月25日にハンプトン・ローズに到着し、3月30日にフィラデルフィアに移動した。
セーラムは限定就役状態で1914年までフィラデルフィアに留まった。1914年4月23日、完全就役状態に復帰し特別任務戦隊に配属、メキシコ水域に派遣される。ベラクルスの沖合を巡航し陸上部隊の活動を支援、1914年9月2日に大西洋艦隊巡洋艦戦隊に配属され、9月19日にベラクルスを出航した。セーラムは大西洋艦隊での任務のため10月1日にボストンに到着したが、11月25日に巡洋艦戦隊から分離され、12月1日に予備役となる。1915年3月12日にブルックリン (USS Brooklyn, ACR-3) と交代して新兵収容艦の任務に就く。その後1916年5月21日にカリブ海へ配属され、メキシコおよびドミニカの沖合を巡航、海兵隊の部隊を輸送し、通信支援任務、アメリカ合衆国の権益保護任務に従事した後フィラデルフィア海軍工廠に帰還、1916年12月2日に予備役となる。
アメリカ合衆国が第一次世界大戦へ参戦すると、セーラムは1917年4月21日に再就役し、フィラデルフィア海軍工廠で新兵収容艦任務に就く。しかしながらその2日後に予備役となりボストン海軍工廠へ牽引、カーチス式タービンとゼネラル・エレクトリック式タービンの交換が行われた。
オーバーホール途中の1917年7月25日に再就役したセーラムは、1918年3月12日にボストン湾を出航しコネチカット州ニューロンドンに向かう。セーラムは大西洋を横断する駆潜艇部隊に合流した。1918年3月31日から6月15日まで2つの駆潜艇部隊の旗艦任務に従事し、その後アゾレス諸島のポンタ・デルガダを出航、西海岸に帰還した。6月18日に第12駆潜艇小艦隊の旗艦となり、ドイツ潜水艦に対してキーウェストで活動する。キーウェストには22日に到着し、セーラムの部隊は第一次世界大戦の残りをフロリダ州沖合からユカタン半島南方で対潜哨戒を行った。
11月27日に部隊は解散し、ボストン海軍工廠でのオーバーホール後セーラムは西海岸へ向けて出航した。1920年7月17日に CL-3 （軽巡洋艦）の艦籍番号が与えられたセーラムは、1921年8月16日にメア・アイランドで退役し、1929年11月13日に除籍された。セーラムは1930年2月11日にスクラップとしてカリフォルニア州サンフランシスコのD・G・シーグレーブ社にオールバニ (USS Albany, CL-23)、ニューオーリンズ (USS New Orleans, CL-22) と共に売却された。